# Jardín zoológico Lituano
El Jardín zoológico Lituano (en lituano: Lietuvos zoologijos sodas; anteriormente conocido como Zoológico de Kaunas) es el único zoológico en el país europeo de Lituania. Se encuentra en el parque Azuolynas en el suroeste de Zaliakalnis en Kaunas. El territorio del parque zoológico es de 15,9 hectáreas (39 acres) .
El zoológico fue iniciado en 1935 por el zoólogo lituano Ivanauskas Tadas y se abrió el 1 de julio de 1938, con 40 animales. Según datos de 2009, posee más de 2.800 insectos, peces, anfibios, reptiles, aves y mamíferos. Experimentó dificultades de financiación durante la década de 2000.